# Asunción Ixtaltepec
Asunción Ixtaltepec là một đô thị thuộc bang Oaxaca, México. Năm 2005, dân số của đô thị này là 14438 người.